# Hecate Strait
Hecate Strait (haida: K̲andaliig̲wii) – cieśnina w Kanadzie na Oceanie Spokojnym, między Wyspami Królowej Charlotty a lądem.
Łączy ona cieśninę Dixon Entrance z Zatoką Królowej Charlotty. Długość Hecate Strait wynosi około 260 km, szerokość od 60 km do 130 km, a głębokość dochodzi do 50 m. Głównymi portami w cieśninie są: Daajing Giids i Prince Rupert.